# گای نیوال
گای نیوال (انگلیسی: Guy Newall؛ ۲۵ مه ۱۸۸۵ – ۲۵ فوریه ۱۹۳۷) فیلم‌نامه‌نویس، کارگردان فیلم، و هنرپیشه اهل انگلستان بود.

## گزیده فیلمشناسی
از فیلم‌ها یا برنامه‌های تلویزیونی که وی در آن نقش داشته‌است می‌توان به شماره ۱۷ (۱۹۲۸)، دوهمسری (۱۹۲۱)، استر (۱۹۱۶) اشاره کرد.